# Mościce
Mościce – dzielnica przemysłowa Tarnowa, położona w zachodniej części miasta. Osiedle nr 8, stanowiące jednostkę pomocniczą Gminy Miasta Tarnowa.
Mościce rozpoczęto budować pod koniec lat 20. XX wieku wokół Państwowej Fabryki Związków Azotowych, na terenach wsi Świerczków i Dąbrówka Infułacka. Nazwa wywodzi się od nazwiska prezydenta Ignacego Mościckiego, inicjatora budowy fabryki. Mościce zaprojektowano w zgodzie z ideą miasta-ogrodu brytyjskiego urbanisty Ebenzera Howarda. Duża ilość terenów zielonych miała minimalizować negatywne skutki oddziaływania zakładów chemicznych na środowisko. Dlatego Mościce nazywane są dzielnicą-ogrodem.
Gminę Mościce przyłączono do Tarnowa w roku 1951. Dzielnica ma rozwiniętą infrastrukturę sportowo-rekreacyjną: Stadion Miejski, halę widowiskowo-sportową (Arena Jaskółka Tarnów), kompleks pływalni z odkrytym basenem olimpijskim, kilka boisk piłkarskich. Życie kulturalne toczy się w Centrum Sztuki Mościce. Na koniec 2022 roku w Mościcach mieszkało 9 828 osób.
Granicę dzielnicy wyznaczają: od północy i zachodu granica miasta Tarnowa, od południa – ul. Krakowska, a od wschodu – rzeka Biała.

## Kalendarium

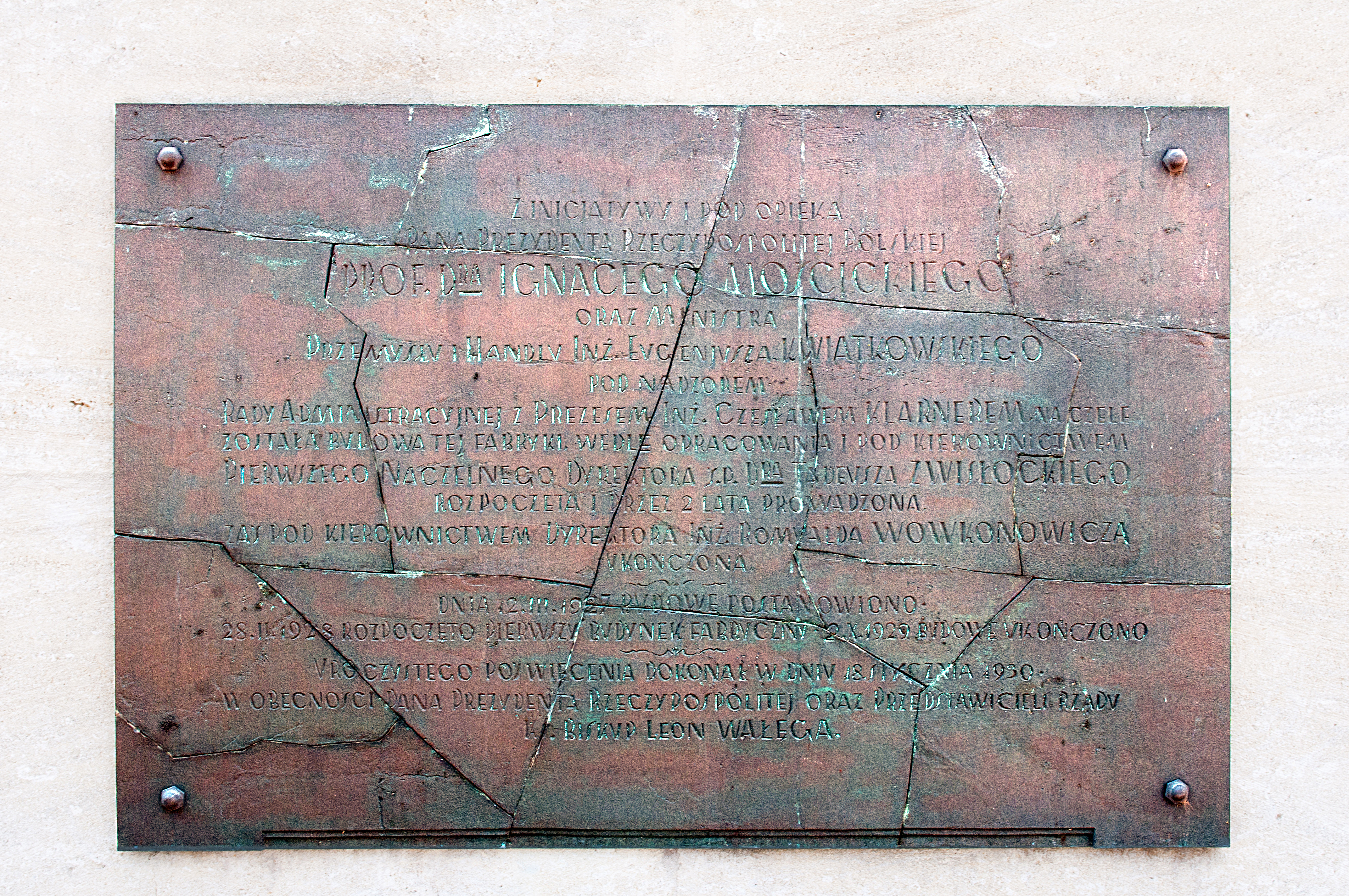
Tablica na obelisku upamiętniającym otwarcie PFZA

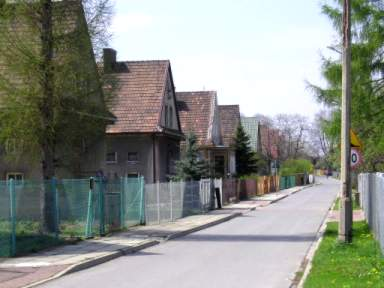
Zabudowa Mościc (ul. 11 Listopada – dawniej ul. J. Marchlewskiego)

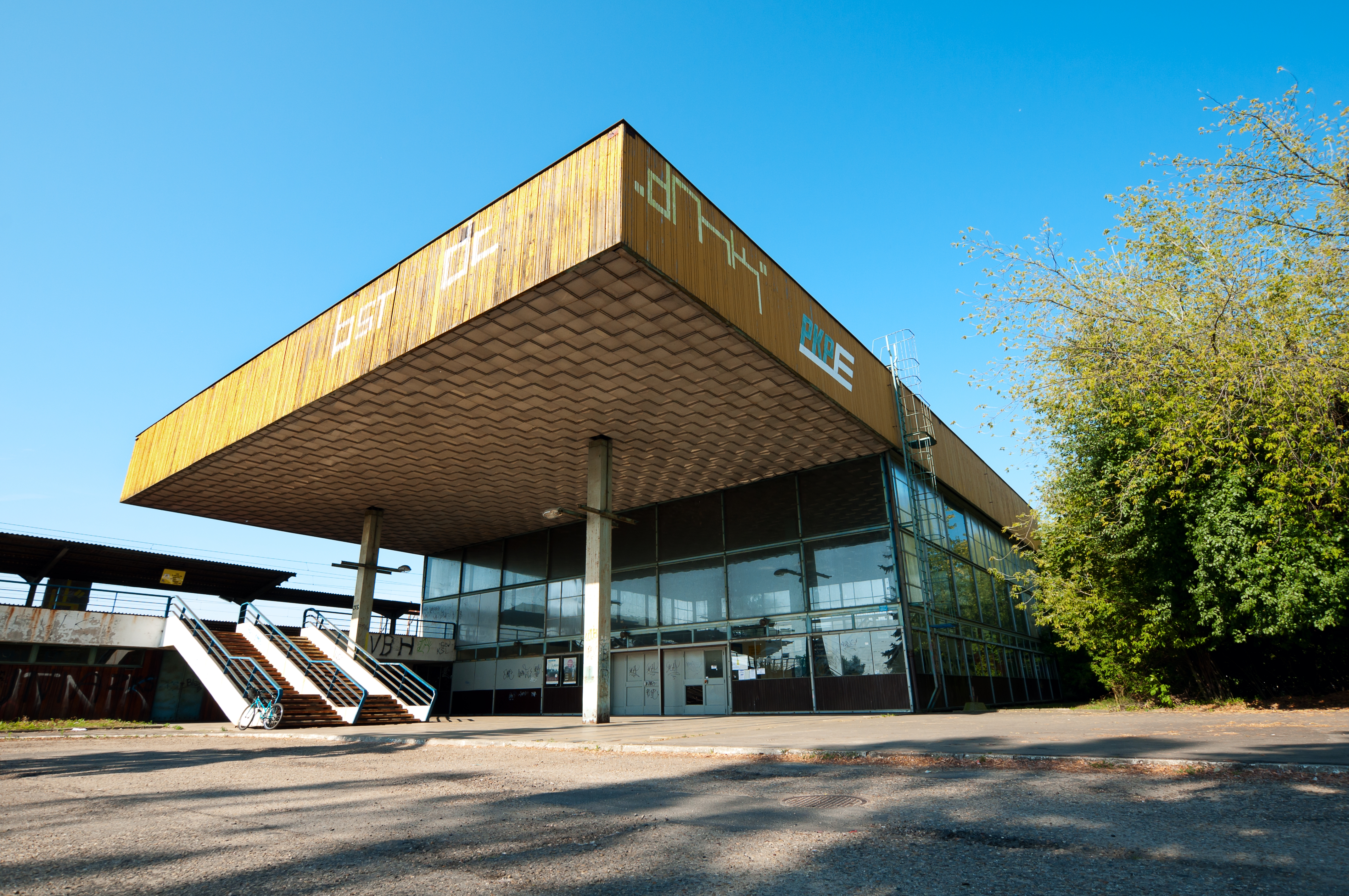
Zabytkowy dworzec kolejowy Tarnów Mościce z 1976 roku jest wybitnym dziełem modernizmu charakteryzującym się spektakularnym przeszkleniem oraz nietypowym detalem

- 12 marca 1927 – decyzja rządu o budowie Państwowej Fabryki Związków Azotowych na terenie wsi Świerczków i Dąbrówka Infułacka
- 5 maja 1927 – rozpoczęcie prac budowlanych
- 26 maja 1927 − Rada Miasta Tarnowa nadała prezydentowi RP Ignacemu Mościckiemu tytuł Honorowego Obywatela Miasta Tarnowa[5]
- 18 czerwca 1927 − rozpoczęcie budowy osiedla przyfabrycznego[6]
- 1928 – powstaje Fabryczny Klub Sportowy „Tarno-Azot”, klub dwa lata później zmienił nazwę na Towarzystwo Sportowe „Mościce" (od 1950 r. Unia Tarnów)[7].
- Styczeń 1929 − rady gmin Świerczków i Dąbrówki Infułackiej podejmują decyzję o połączeniu.
- 29 czerwca 1929 − nadanie nazwy Mościce nowo utworzonej gminie jednostkowej
- 5 października 1929 − uruchomienie Państwowej Fabryki Związków Azotowych w Budowie. Tego dnia rozpoczął działalność Wydział Elektrowni. Produkowana energia elektryczna i para wodna zasilały inne wydziały[8][9].
- 18 stycznia 1930 − uroczyste otwarcie i poświęcenie Państwowej Fabryki Związków Azotowych przy udziale prezydenta RP Ignacego Mościckiego, Ministra Przemysłu i Handlu Eugeniusza Kwiatkowskiego, biskupa Leona Wałęgi. Pierwszym dyrektorem budującej się fabryki był Tadeusz Zwisłocki (zmarł przed uruchomieniem fabryki)[10][9].
- 1931 – utworzono pracowniczą spółdzielnię mieszkaniową „Nasz Dom”.
- 1933 – powstaje Mościcki Klub Balonowy.
- 1934 − powstaje spółdzielnia mieszkaniowa pracowników umysłowych „Osiedle".
- 2 czerwca 1934 − wmurowano akt erekcyjny pod budowę przez spółdzielnię „Osiedle” osiedla „Za torem”. W uroczystości wzięli udział prezydent Ignacy Mościcki i bp Franciszek Lisowski[11]. Główną osią nowo powstającego osiedla była ulica Jaracza (przemianowana na Norwida). Była to zabudowa willowa z płaskimi dachami, charakterystyczna dla panującego wtedy funkcjonalizmu. Równocześnie rozpoczęto budowę szkoły powszechnej przy ul. Zbylitowskiej.
- od 15 lipca do 20 lipca – powódź w Mościcach i na terenie powiatu tarnowskiego[12]. W powodzi na terenie powiatu utonęło 9 osób[13].
- 1 sierpnia 1934 – powstaje wiejska zbiorowa gmina Mościce. Od 1934 do 4 września 1939 przewodniczącym gminy był Stanisław Kubiński[9].
- 1936 r. − rozpoczęcie budowy przychodni lekarskiej u zbiegu ulic Chemicznej i Zbylitowskiej.
- 2. połowa lat 30. − Spółdzielnia „Nasz Dom” realizuje budowę domów dwurodzinnych dla robotników przy pomocy przedsiębiorcy budowlanego z Tarnowa inż. Edwarda Okonia[12].
- 1941– założenie cmentarza komunalnego przy ul. Czarna Droga, cmentarz poszerzono w latach 1979–1980, jego powierzchnia wynosi blisko 9 ha[14].
- 1947 – ponowne uruchomienie fabryki[7]
- 1947 – budowa Zespołu Szkół Technicznych
- 1947-1950 – budowa szkoły ogólnokształcącej (od 1999 Zespół Szkół Ogólnokształcących nr 1)
- 1950 – rozbudowa osiedla przyfabrycznego, powstają bloki o charakterze architektury socrealistycznej.
- 1951 − włączenie obszaru Mościc do Tarnowa. Nazwa Mościce do upadku komunizmu nie była oficjalnie używana. Używano określeń Tarnów-Zachód i Tarnów-Świerczków.
- 1954 – oddano do użytku budynki żłobka i świetlicy dla dzieci przy ul. Topolowej.
- 1956 – ukończenie (rozpoczętej w 1948) budowy kościoła Najświętszej Maryi Panny Królowej Polski.
- 1959 – budowa 118 domów przez spółdzielnię pracowników Z.A. („Osiedle Chemików”).
- 1960 – Spółdzielnia Nauczycielska stawia 18 domów jednorodzinnych na terenie Dąbrówki Infułackiej.
- 1963 – rozpoczyna działalność „Zespół Pieśni i Tańca „Świerczkowiacy"[15].
- 1963 – oddanie do użytku Szkoły Podstawowej nr 20.
- Lata 60. – budowa obiektów sportowych Unii.
- 1967 – oddanie do użytku Domu Sportu i kompleksu basenów[7].
- 1968-1987 – budowa hali sztucznego lodowiska (od 1995 hala widowiskowo-sportowa, od 1998 hala „Jaskółka", od 2019 Arena Jaskółka Tarnów)[16]
- Lata 70. – powstaje hotel „Chemik” i Dom Wysłużonego Pracownika Chemii przy ulicy Czarna Droga.
- 2 czerwca 1971 –  otwarcie nowego budynku Zakładowego Domu Kultury Zakładów Azotowych w Tarnowie (od 2010 Centrum Sztuki Mościce)[17].
- 30 września 1975 – odsłonięcie Pomnika – Mauzoleum ku czci żołnierzy Szarych Szeregów na cmentarzu komunalnym.
- 1989 – uchwała Miejskiej Rady Narodowej w Tarnowie przywracająca nazwę Mościce
- Lata 90. i XXI wiek – spółdzielnia „Dąbrówka” buduje kilkupiętrowe bloki i domy szeregowe.
- 9 października 2012 – odsłonięcie pomnika Eugeniusza Kwiatkowskiego.
- 20 czerwca – 2 lipca 2023 – III Igrzyska Europejskie w konkurencjach: piłka ręczna plażowa, piłka nożna plażowa i badminton.

## Zabytki
Willa Kwiatkowskiego (dawniej: Dyrektorówka, Dom Chemika)
Zespół willowy wpisano do rejestru zabytków na podstawie decyzji Wojewódzkiego Konserwatora Zabytków w dniu 17 grudnia 1979 roku. Obiekt znajduje się przy ulicy Jarzębinowej 9. Założenie willowo-ogrodowe usytuowane jest na dwóch działkach w obrębie 192, dz. nr 27/13 o pow. 10 779 m² oraz dz. nr 27/21 o pow. 19 412 m². W jego skład wchodzą: willa, park (ogród), kordegarda i ogrodzenie z bramą.

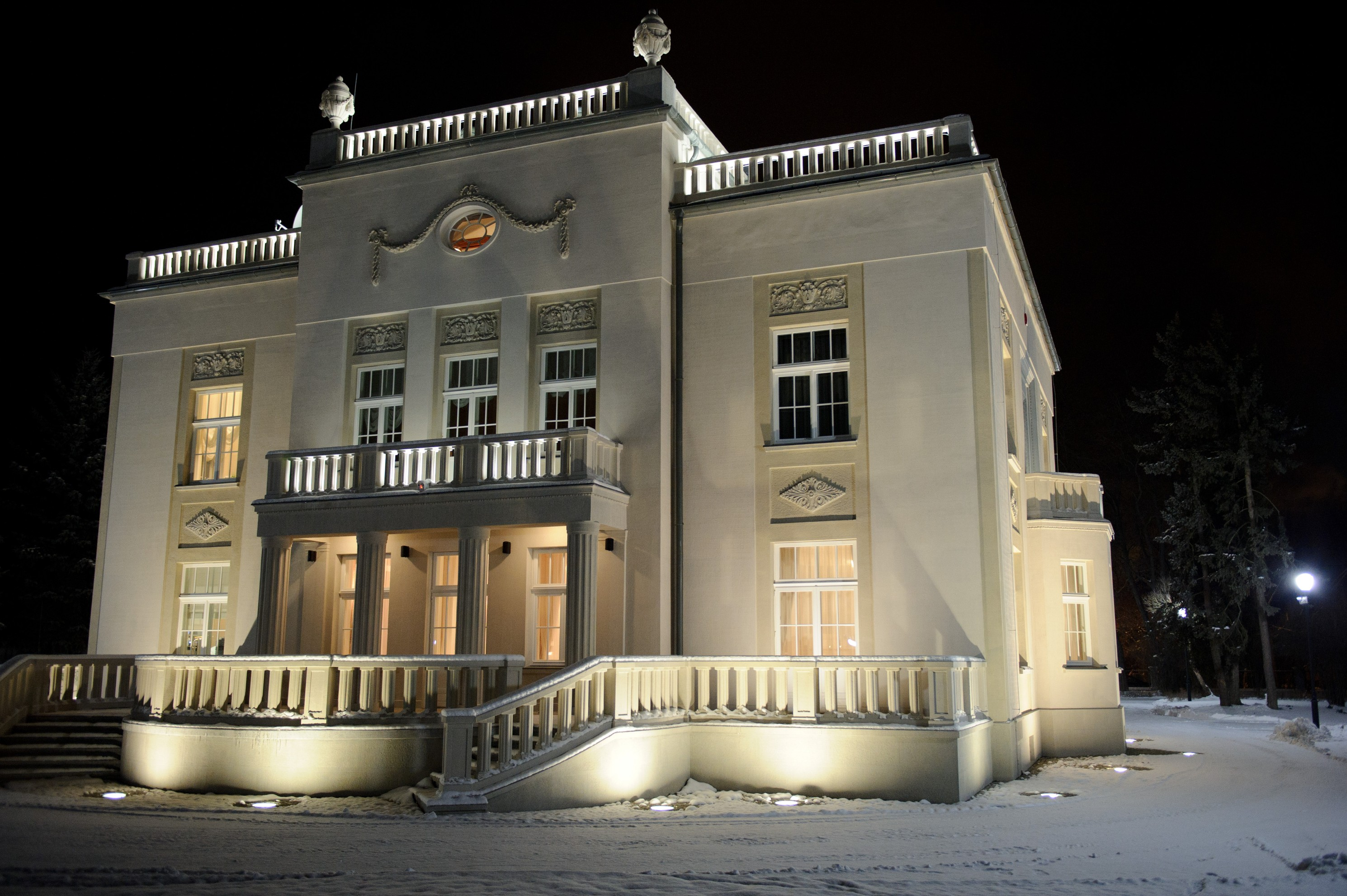
Willa Kwiatkowskiego

Zespół willowy usytuowany jest w otoczeniu Parku im. Eugeniusza Kwiatkowskiego (pow. 8,34 ha), objętego ochroną konserwatorską z dnia 21 lipca 2006 r. Budowla powstawała w latach 1927–1928 wg projektu architekta Konrada Kłosa. Wykonawcą budowy było Biuro Budowlane inż. Antoniego Kiełbasińskiego i S-ka. Willę nazywaną też pałacykiem, wybudowano w stylu modernistycznym, nawiązującym do neoklasycyzmu. Jest to budynek wolnostojący, jednopiętrowy, trójosiowy, dwutraktowy, częściowo podpiwniczony, z pierwotnie nieużytkowym poddaszem, oparty na planie prostokąta z wykuszem od wschodu. Powierzchnia użytkowa pałacyku – ok. 320 m², zabudowy – ok. 180 m², kubatura – 1260 m³. Elewacja willi to: ryzality z czterokolumnowymi portykami; gzyms z balustradami tralkowymi, w narożach kamienne wazony. Elewacja północna – frontowa jest regularna, pięcioosiowa, z niewielkim wgłębnym portykiem, półkolisty balkon na piętrze o tralkowej balustradzie, wsparty czterema kolumnami. Z kolei elewacja południowa, ogrodowa ma charakter regularny, pięcioosiowy, duży półkolisty taras otwarty na park, z wachlarzowymi schodami oraz wsparty na kolumnach prostokątny balkon na piętrze.
Pierwotnie willa pełniła funkcję komfortowego mieszkania służbowego z ogrodem dla pierwszych dyrektorów naczelnych Państwowej Fabryki Związków Azotowych w Mościcach. W willi mieszkał, podczas swego pobytu w Mościcach, Eugeniusz Kwiatkowski. Przed II wojną światową budynek pełnił rolę reprezentacyjnego hoteliku. W czasie wojny była to siedziba niemieckiego naczelnego dyrektora fabryki oraz niemieckiego wojskowego sądu doraźnego Feldgericht. Po wojnie jej pomieszczenia zajmowały m.in. harcówka ZHP w Mościcach, Rada Zakładowa, Wojewódzka Rada Narodowa, Miejska Rada Narodowa, Towarzystwo Krzewienia Kultury Fizycznej, Koło Emerytów i Rencistów, Stowarzyszenie Inżynierów i Techników Przemysłu Chemicznego, Zakładowy Oddział Polskiego Towarzystwa Turystyczno-Krajoznawczego, wypożyczalnia sprzętu turystycznego, filia Politechniki Krakowskiej, filia Akademii Górniczo-Hutniczej, Dział Handlowy Zakładów Azotowych w Tarnowie-Mościcach, Dział Licencji Zakładów Azotowych w Tarnowie-Mościcach oraz Biuro Eksportu ONT i Usług Technicznych Zakładów Azotowych w Tarnowie-Mościcach. Kapitalny remont zespołu pałacowo-ogrodowego miał miejsce w latach 2010–2011. Obecnie Willa Kwiatkowskiego pełni funkcję reprezentacyjną. Właścicielem posiadłości jest Grupa Azoty S.A.
W ogrodzie otaczającym willę znajduje się fontanna oraz popiersia Ignacego Mościckiego i Eugeniusza Kwiatkowskiego.
Zespół urbanistyczny osiedla Zakładów Azotowych
17 grudnia 1979 r. układ urbanistyczny osiedla przyfabrycznego został wpisany do rejestru zabytków ze względu na swój niepowtarzalny charakter i okoliczności powstania. Na terenie osiedla zbudowano willę – pałacyk dla dyrektora naczelnego fabryki (tzw. willa Kwiatkowskiego), 12 willi dla kierownictwa oraz cztery piętrowe wielorodzinne budynki. W skład zespołu zabudowy wchodzą też:

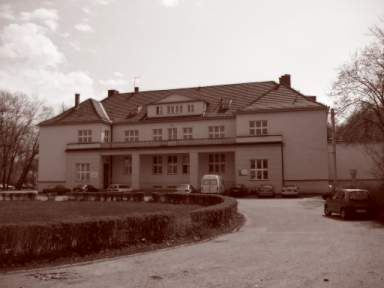
Restauracja „Kasyno” z lat 30. XX wieku

- Restauracja „Kasyno” – zespół budynków użyteczności publicznej wybudowanych w latach 1936–1938. Obiekt zbudowany został w stylu modernistycznym o kompozycji osiowej, symetrycznej, złożony jest z budynku głównego i dwóch bocznych, z dziedzińcem i parkiem od strony południowej[20]. Budynek początkowo pełnił funkcję kasyna urzędniczego dla pracowników Państwowej Fabryki Związków Azotowych. 15 listopada 1947 r. w jego pomieszczeniach uruchomiono świetlicę zakładową, w której wystawiano spektakle amatorskiego ruchu teatralnego. W 1956 r. „Nowe Kasyno”, tak bowiem wówczas określano budynek, przyjął rolę zakładowego domu kultury, stąd też często można się spotkać z określeniem „stary Dom Kultury”. Funkcję instytucji kultury budynek pełnił w latach 50 XX wieku[21]. Następnie został przekształcony w obiekt gastronomiczny (budynek główny). W bocznych budynkach swoje siedziby mają m.in. Klub PTTK Azoty, Klub HDK im. Tytusa Chałubińskiego przy Grupie Azoty S.A., tarnowski oddział Stowarzyszenia Inżynierów i Chemików Przemysłu Chemicznego, filia pogotowia ratunkowego. Obiekt usytuowany jest przy ul. Kwiatkowskiego 20.

- „Stare Kasyno” – budynek wybudowany w 1929 r. na zlecenie Składnicy Kółek Rolniczych w Mościcach przy obecnej ul. Chemicznej 16. Od lat 50. XX w. mieściło tu się kino „Azot”[22]. W obiekcie od 1991 znajduje się siedziba tarnowskiego oddziału Archiwum Państwowego w Krakowie. Prace adaptacyjne budynku do pełnienia nowej funkcji trwały w latach 1985–1991[23]. Głaz upamiętniający erygowanie osiedla „Za torem”

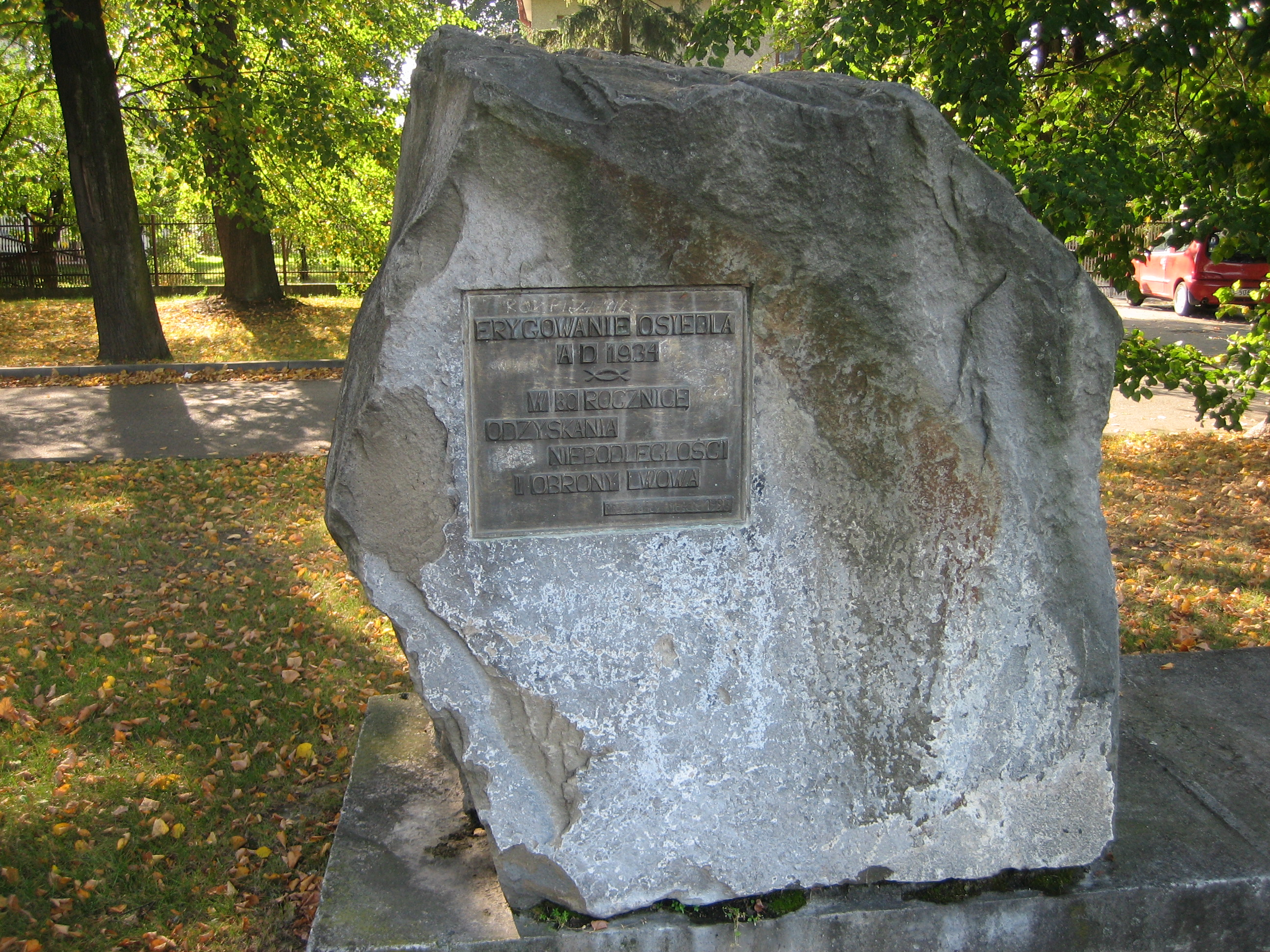
Głaz upamiętniający erygowanie osiedla „Za torem”

- Kamienne ławki – sześciometrowe ławki o owalnych kształtach odlane ze sztucznego piaskowca, usytuowane od południowej strony ulicy Topolowej. Datowane na 1929 r. ławy mają łagodnie wyokrąglone siedziska i oparcia ozdobione kamienną kulą. Wykonano je „w duchu polskiej odmiany modernizmu, łączącego w sobie nowoczesność form i materiałów z tradycją klasycystycznej małej architektury i sztuki ogrodowej przełomu XVIII i XIX wieku”[24].

Skwer z kamieniem węgielnym osiedla „Za torem”
2 czerwca 1934 roku, przy udziale prezydenta Ignacego Mościckiego, uroczyście wmurowano akt erekcyjny pod budowlę osiedla „Za torem”. Wydrukowany na skórze akt erekcyjny został umieszczony w kapsule z ołowiu i zabetonowany w ziemi. Na osiedlu „Za torem” Spółdzielnia Budowlano-Mieszkaniowa „Nasz Dom" wybudowała własnościowe domy jednorodzinne dla inżynierów, majstrów i robotników mościckiej fabryki. Osłonięty w 1998 roku  na skwerze u zbiegu ulic: Obrońców Lwowa i Czerwonych Klonów, pomnik w formie głazu upamiętnia to wydarzenie. Skwer wpisano do rejestru zabytków w dniu 2 sierpnia 1998 roku.

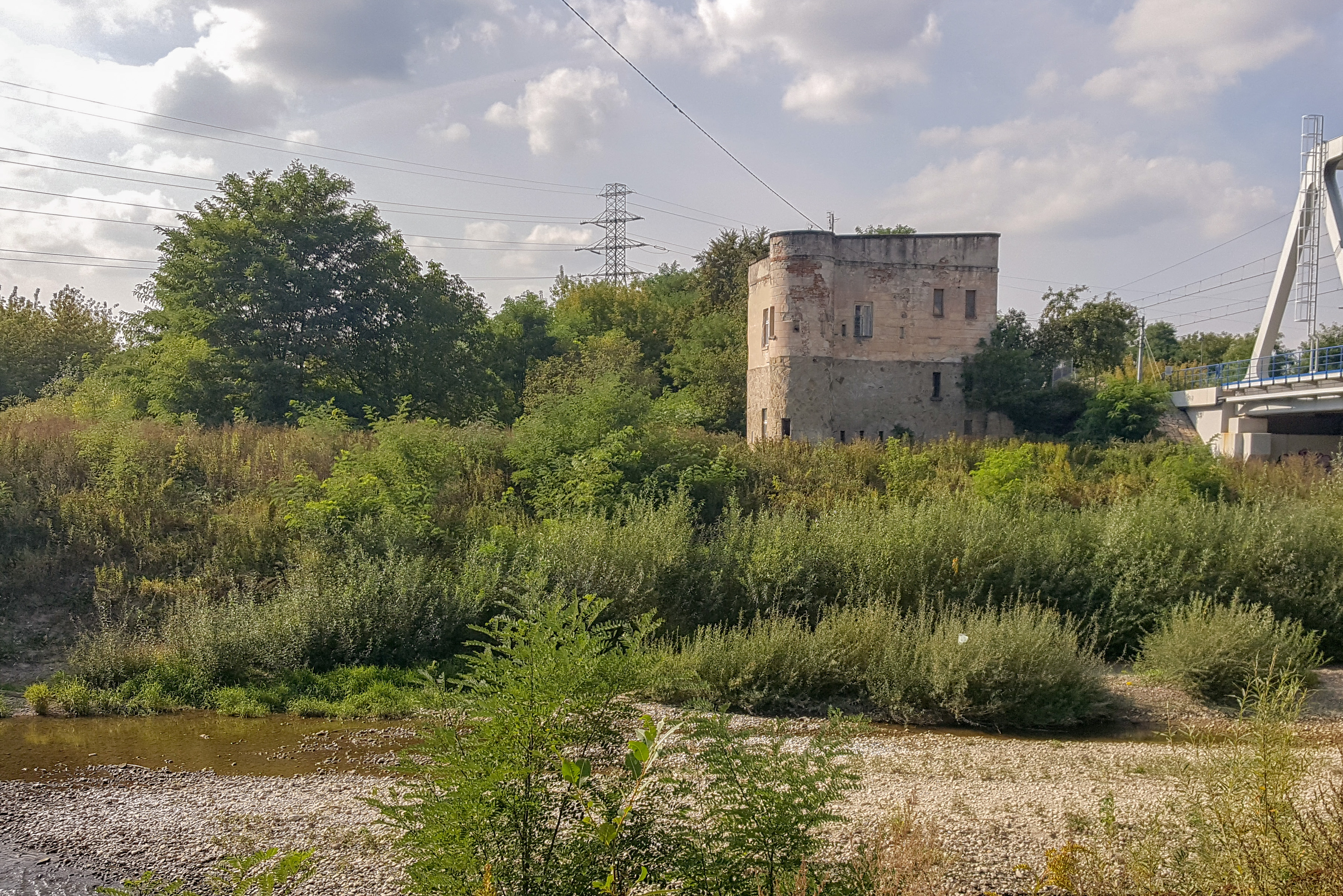
Strażnica kolejowa nad Białą
Ufortyfikowana budowla usytuowana po zachodniej stronie mostu kolejowego na Białej. Austro-węgierski obiekt forteczny z ostatniej dekady XIX wieku. Zadaniem strażnicy była obrona mostu i linii kolejowej przed atakiem wojsk rosyjskich. Strażnicę zbudowano z kamienia, cegły i żelbetonu. W dwóch narożnych basztach znajdowały się trzy rzędy otworów strzelniczych. Jest bliźniaczo podobna do strzelnicy kolejowej „Tryńcza”. Do rejestru zabytków została wpisana w 28 sierpnia 2014 roku.
Inne
- Budynek modernistycznego dworca kolejowego wraz z wystrojem (A-1591/M z 19.05.2021)
- Budynek dawnej rządcówki (dworu) w Świerczkowie przy ul. Chemicznej 118[27] (A-1583/M z dnia 22.03.2021)
- Dom przy ul. Czerwonych Klonów 6 (A-208 z 17.12.1979)

## Pomniki i rzeźby
Pomnik Eugeniusza Kwiatkowskiego
Pomnik usytuowany przy ul. Kwiatkowskiego, przed budynkiem dyrekcji tarnowskich Azotów. Twórcą pomnika jest rzeźbiarz prof. Stanisław Szwechowicz. Uroczystego odsłonięcia pomnika dokonali prezydent RP Bronisław Komorowski i Julita Maciejewicz-Ryś (wnuczka Eugeniusza Kwiatkowskiego) 9 października 2012, w dniu obchodów jubileuszu 85-lecia Grupy Azoty S.A..
Odlane z brązu popiersie (172 cm wysokości) umieszczono na granitowym prostopadłościennym cokole o wymiarach 216 × 126 × 76 cm. Koncepcja ta nawiązuje do wizji pomnika Eugeniusza Kwiatkowskiego w Gdyni. Lekko falująca szarfa na cokole symbolizuje Wizję i Czyn Eugeniusza Kwiatkowskiego, pragmatycznego naukowca i inżyniera, a jednocześnie romantycznego wizjonera. Wszystko to sprawia, że statua stanowi imponujących rozmiarów personifikację etosu budowy podstaw polskiego przemysłu.
Obelisk upamiętniający otwarcie fabryki
Obelisk z tablicą upamiętniającą uroczyste otwarcie Państwowej Fabryki Związków Azotowych. Obelisk odsłonięty został 18 stycznia 1930 r. w obecności prezydenta Ignacego Mościckiego, przedstawicieli rządu oraz biskupa Leona Wałęgi. Po zajęciu fabryki przez Niemców we wrześniu 1939 r. dwaj pracownicy postanowili ukryć tablicę. Podczas demontażu rozbiła się na kilkanaście kawałków. Pracownicy przechowali je do 1989 r. 12 października 1990 r. przed budynkiem administracji tarnowskich Azotów poświęcono i uroczyście odsłonięto replikę historycznej tablicy, wmurowanej w postawiony tam prostopadłościenny postument. Zdekompletowany oryginał tablicy znajduje się w zbiorach muzealnych Grupy Azoty S.A. Ze względu na wartość niematerialną eksponat nie jest udostępniany zwiedzającym.

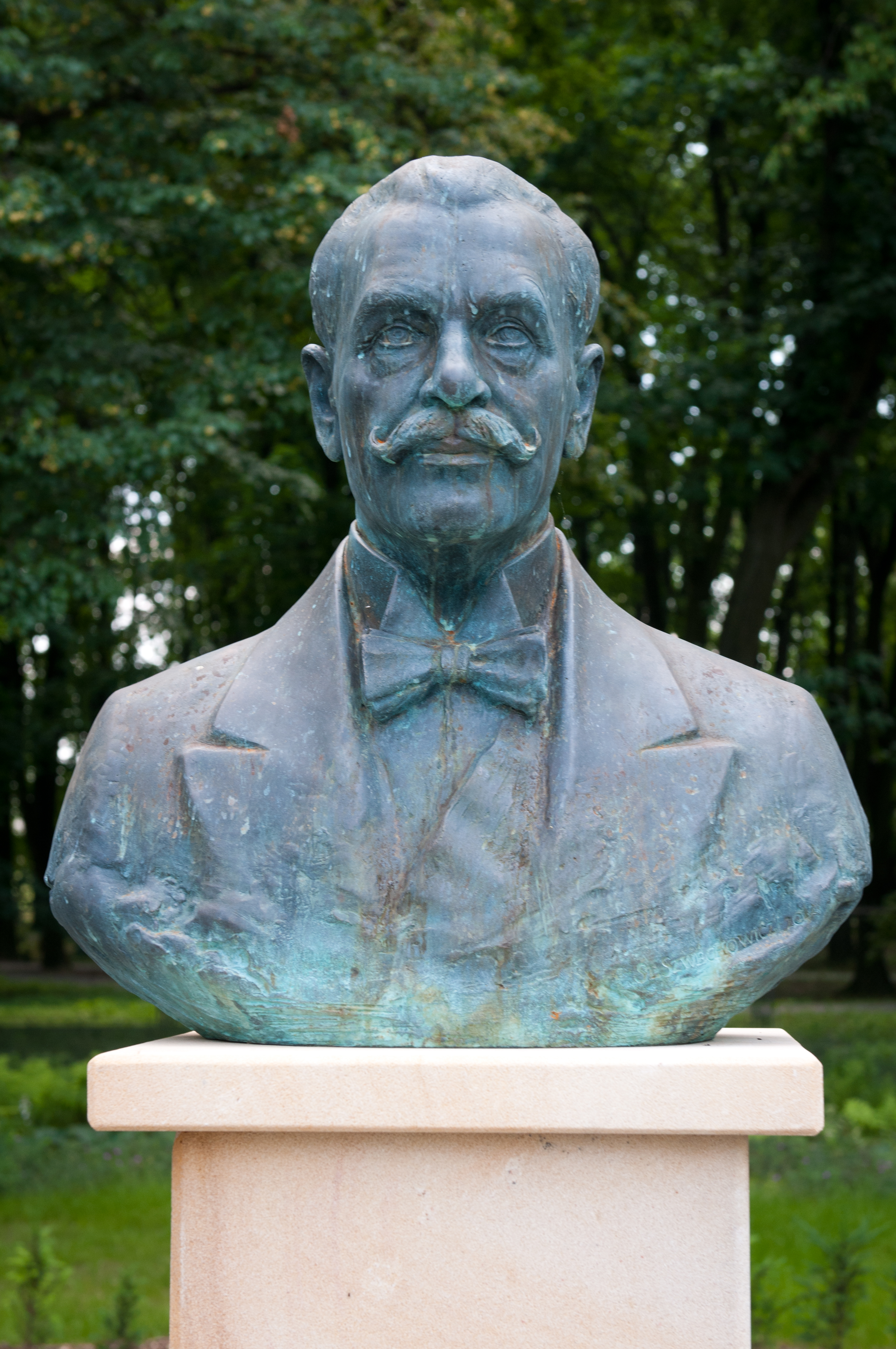
Popiersie I. Mościckiego

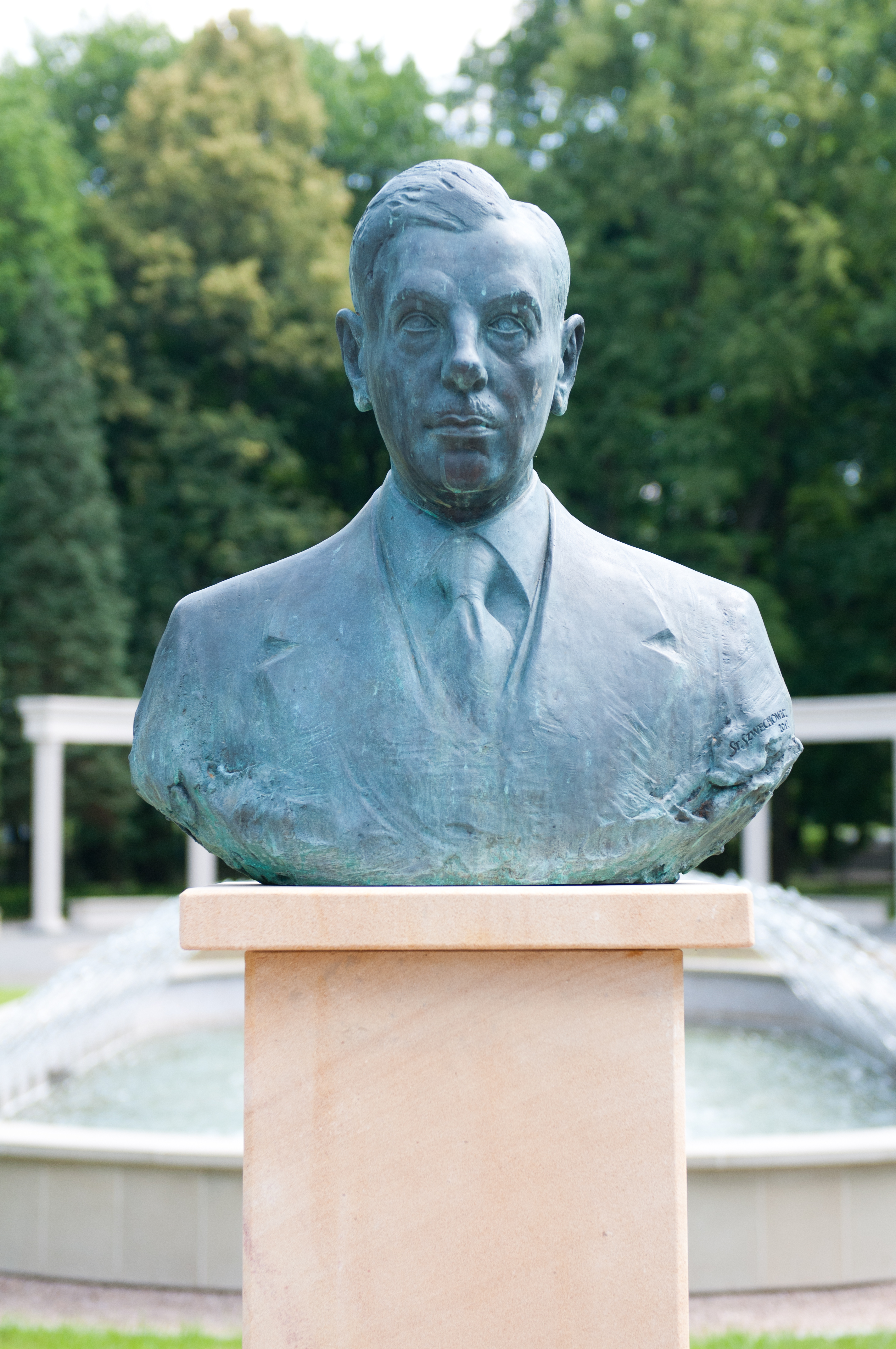
Popiersie E. Kwiatkowskiego

Popiersia Eugeniusza Kwiatkowskiego i Ignacego Mościckiego
Popiersia Eugeniusza Kwiatkowskiego i Ignacego Mościckiego w Parku im. E. Kwiatkowskiego, przy willi Kwiatkowskiego tzw. Dyrektorówce. Popiersia architektów polskiego międzywojennego przemysłu mają ok. 68 cm wysokości, zostały wykonane z brązu. Umieszczono je na liczących ok. 160 cm cokołach z piaskowca.
W hallu willi, w której w latach 1931–1935 mieszkał Kwiatkowski, pełniąc funkcję dyrektora Państwowej Fabryki Związków Azotowych znajduje się inne popiersie Eugeniusza Kwiatkowskiego. Rzeźbę wykonano z brązu (ok. 60 cm wysokości), ustawiono na 160-centymetrowym marmurowym postumencie.
Głaz upamiętniający erygowanie osiedla "Za torem"
Głaz upamiętniający wmurowanie aktu erekcyjnego pod budowę osiedla „Za torem” w 1934 r. Staraniem mieszkańców osiedla „Za torem” w 1998 r. w miejscu wmurowania aktu erekcyjnego stanął pomnik-głaz upamiętniający fakt budowy osiedla oraz 80. rocznicę odzyskania przez Polskę niepodległości.
Pomnik hm. Wincentego Muchy
Pomnik harcmistrza Wincentego Muchy w parku im. Wincentego Muchy. Upamiętnia hm. Muchę oraz harcerzy, którzy walczyli o wolną Ojczyznę. Jest to granitowy głaz o nieregularnym kształcie umieszczony na betonowym postumencie. Na głazie jest marmurowa tablica, na której z lewej strony wyrzeźbiono krzyż harcerski, a po prawej słowa przyrzeczenia harcerskiego. Projekt wykonał Edward Kupiniak. Pomnik powstał w 1998, z inicjatywy Osiedla Mościce i Żołnierzy Szarych Szeregów.
Pomnik – Mauzoleum Szarych Szeregów
Pomnik-Mauzoleum Szarych Szeregów. Pomnik składa się z fundamentu pod obelisk i płytę z czterema tablicami. Na pierwszej z nich widnieje napis „Zginęli w walce z hitlerowskim okupantem w latach 1939–1945”, a na kolejnych umieszczona imiona, nazwiska, pseudonimy i wiek poległych. Pozostałe części pomnika to dwa słupy z odbojnymi elementami, za którymi znajduje się wklęsła ściana z cytatem z utworu Mieczysława Jastruna „To co się stanie kodeksem dziejów... wyście pisali krwią i nadzieją”. Projekt wykonał Jacek Sumara, wykonawcami były Zakłady Azotowe oraz firma Chemobudowa. Uroczyste odsłonięcie pomnika odbyło się 30 września 1975 r. Po zmianach ustrojowych w 1989 r. na słupach umieszczono krzyż (wzorowany na papieskim), a na ozdobnych elementach płaskorzeźby: Orła Białego, Lilijki Harcerskiej, Znak Polski Walczącej i Orzełka Wojskowego z 1944 r.
Rzeźby Marcina Zarzeki
Powstałe w 2011 r. cztery białe rzeźby autorstwa Marcina Zarzeki są inspirowane tymi, które pozostały po Biennale Form Przestrzennych z 1965 i 1967. Formy przestrzenne są odwzorowaniem projektów budowli architekta-wizjonera Jana Głuszaka Dagaramy.
Rzeźba Wilhelma Sasnala
Forma przestrzenna autorstwa Wilhelma Sasnala. Jest to piramida ułożona z 14 kręgów betonowych połączonych lepikiem. Wewnątrz jednego z nich znajduje się data 28.03.1983, która symbolizuje „zagrożenie, które się nie wydarzyło”. Rzeźba usytuowana jest po prawej stronie dworca kolejowego Tarnów-Mościce. Celowo wybrano miejsce na uboczu, gdyż wg wizji artysty pomnik ma być ukryty, ma zarosnąć trawami i chaszczami, ma być z czasem zapomniany. Rzeźba została odsłonięta 28 sierpnia 2010 r.

## Przemysł
Grupa Azoty

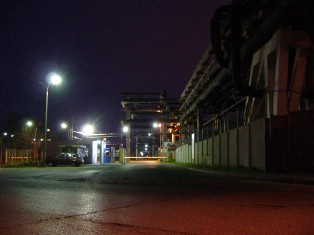
Zakłady Azotowe – Brama wjazdowa na ul. Chemicznej (KAPRO)

Grupa Azoty, mająca siedzibę na terenie Mościc, jest największą grupą sektora wielkiej syntezy chemicznej w Polsce, a także jednym z kluczowych holdingów sektora chemicznego w Europie.
Historia Zakładów sięga 1927 r., kiedy rząd z inicjatywy prezydenta RP, Ignacego Mościckiego, wydał decyzję pozwalającą na budowę Państwowej Fabryki Związków Azotowych pod Tarnowem. Z jej powstaniem łączy się również początek Mościc. Państwowa Fabryka Związków Azotowych została otwarta w 1930 r., a w 1933 r. doszło do jej fuzji z Państwową Fabryką Związków Azotowych w Chorzowie. Na czele Zjednoczonych Fabryk Związków Azotowych w Mościcach i Chorzowie stanął ówczesny dyrektor mościckiego przedsiębiorstwa, Eugeniusz Kwiatkowski. Państwowa Fabryka Związków Azotowych była jedną z kluczowych i największych inwestycji dwudziestolecia międzywojennego w Polsce, funkcjonującą w ramach Centralnego Okręgu Przemysłowego.
W trakcie II wojny światowej przedsiębiorstwo zostało przejęte przez Niemców i pracowało pod nazwą Stickstoffwerke Moscice. Po wojnie fabryka wznowiła działalność w 1948 r. W latach 50. XX wieku firma zrealizowała 6-letni plan gospodarczy. Lata 60., 70. i 80 przyniosły dalszą rozbudowę i modernizację przedsiębiorstwa. W 1991 r. zakłady przekształcono w spółkę akcyjną Skarbu Państwa.
Po okresie dezinwestycji (2001–2007) i nieudanych próbach prywatyzacji (2001, 2006), 5 marca 2007 r. zarząd Zakładów Azotowych w Tarnowie-Mościcach S.A. (obecnie Grupa Azoty S.A.) podjął decyzję o wejściu na GPW w Warszawie. Z perspektywy czasu, odbywający się 30 czerwca 2008 r. giełdowy debiut spółki okazał się „spiritus movens” nie tylko jej dalszego rozwoju, ale także konsolidacji polskiej branży chemicznej. W maju 2010 r. Grupa Azoty objęła funkcję konsolidatora polskiej chemii. W 2014 r. sfinalizowano proces integracji największych polskich zakładów chemicznych.

## Transport

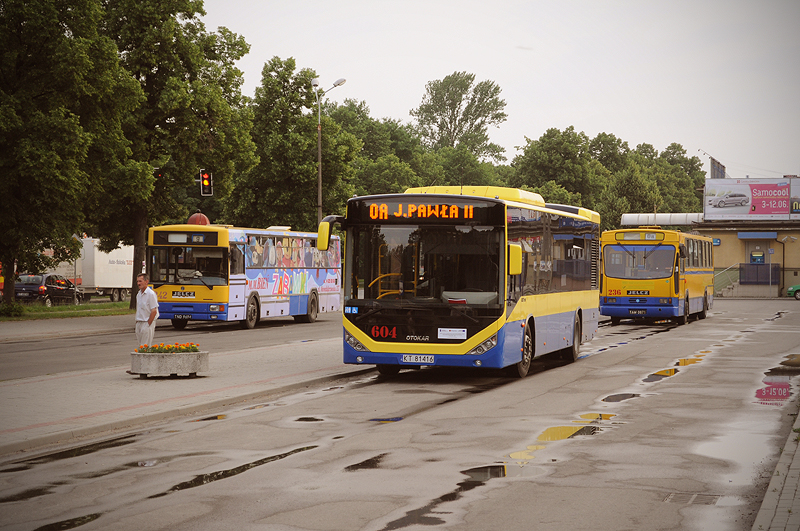
Pętla autobusowa w Mościcach

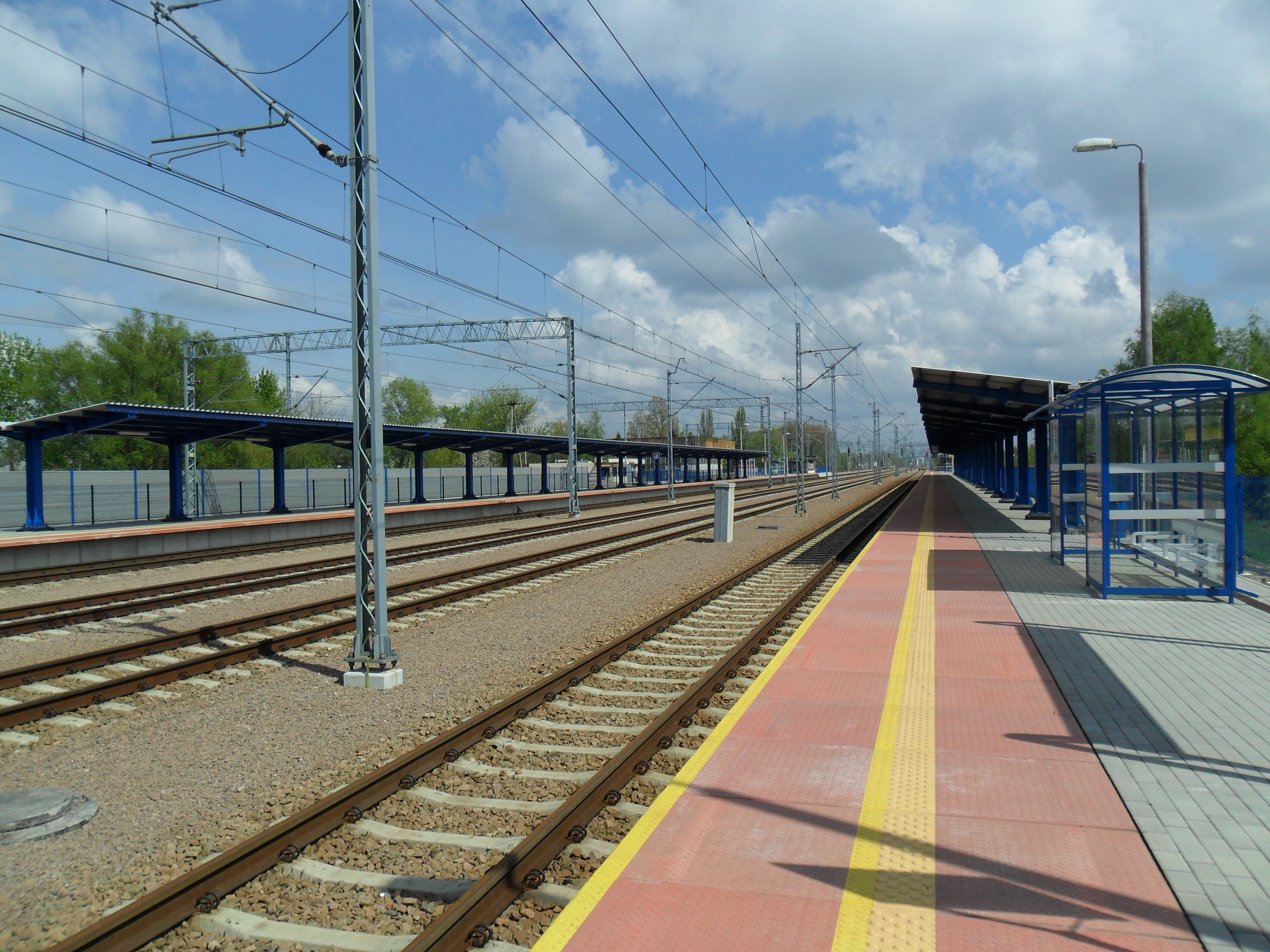
Stacja kolejowa Tarnów-Mościce

### Komunikacja miejska
Linie autobusowe tarnowskiej komunikacji miejskiej, których trasa przebiega przez Mościce:
- 0 (kierunek: al. Jana Pawła II, Kapro)
- 1 (kierunek: al. Jana Pawła II)
- 9 (kierunek: Szpital św. Łukasza, Kapro )
- 12 (kierunek: Ablewicza)
- 14 (kierunek: os. Jasna II, os. Zbylitowska Góra)
- 46 (kierunek: os. Jasna II, Kapro)
- 48 (kierunek: os. Jasna II, Kapro )

### Kolej
W Mościcach znajduje się stacja kolejowa Tarnów Mościce, obsługująca lokalne pociągi Kolei Małopolskich i Polregio.

## Edukacja

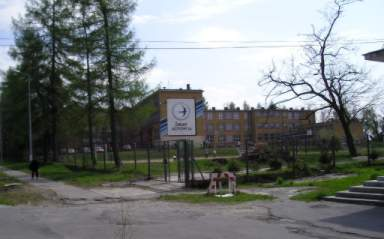
Szkoła Podstawowa nr 20 im. Władysława Broniewskiego

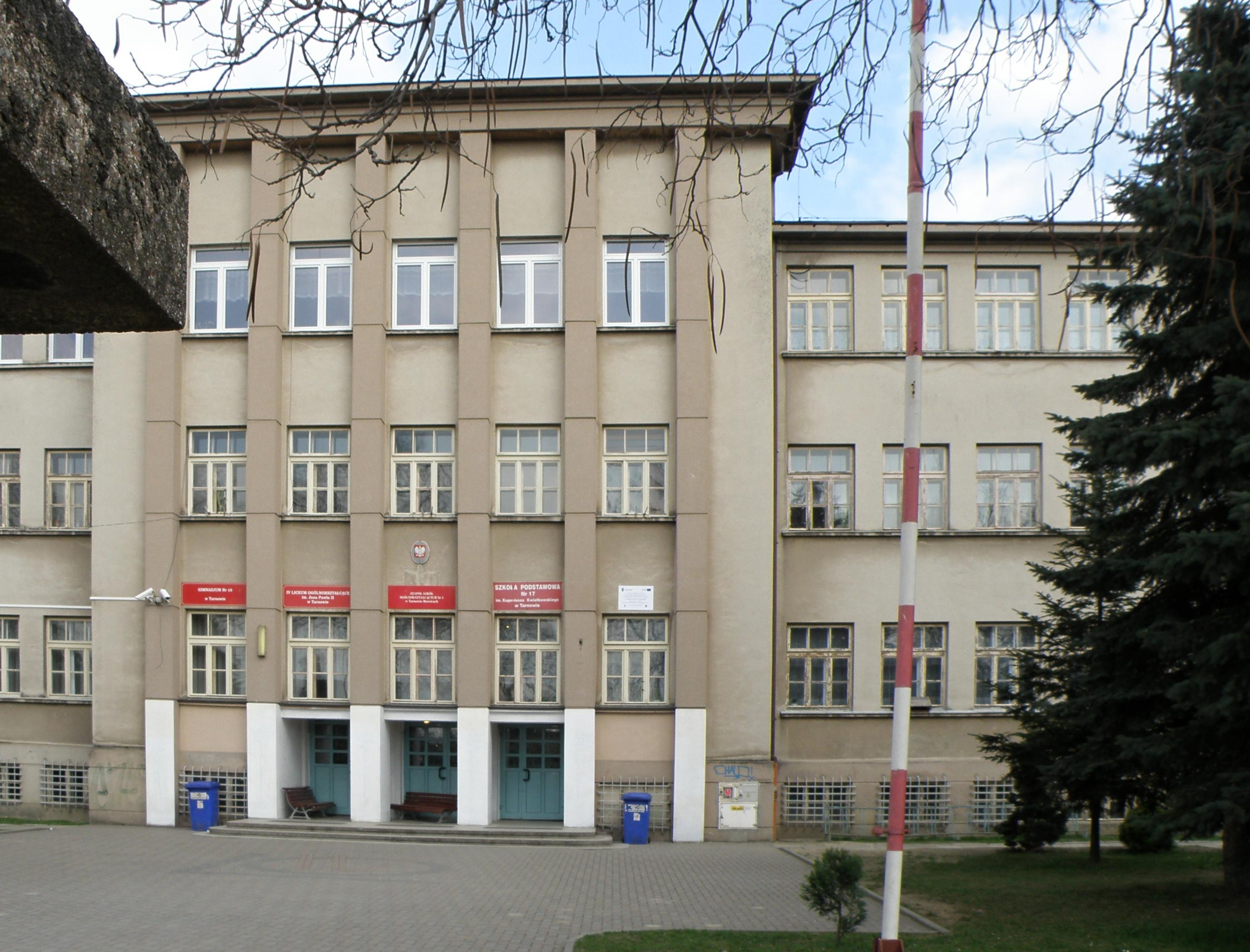
Zespół Szkół Ogólnokształcących nr 1 w Tarnowie

### Żłobki
- Żłobek nr 1

### Przedszkola
- Przedszkole Publiczne nr 33
- Przedszkole Publiczne nr 35

### Szkoły podstawowe
- Szkoła Podstawowa nr 17 im. Eugeniusza Kwiatkowskiego w Zespole Szkół Ogólnokształcących nr 1 w Tarnowie
- Szkoła Podstawowa nr 20 im. Władysława Broniewskiego

### Szkoły ponadpodstawowe
- IV Liceum Ogólnokształcące im. Jana Pawła II w Zespole Szkół Ogólnokształcących nr 1 w Tarnowie
- Zespół Szkół Technicznych im. Ignacego Mościckiego
- Centrum Kształcenia Zawodowego i Ustawicznego im. Tadeusza Zwisłockiego

## Osiedla mieszkaniowe
- Mościce – część północna (bloki)

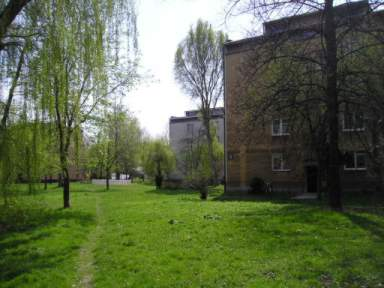
Bloki w północnej części dzielnicy

- Mościce – część południowa (wille, domy jednorodzinne i szeregowe)
- os. Dąbrówka Infułacka (bloki i domy szeregowe)
- os. Zbylitowska Góra

## Parki i tereny zielone
- Park im. Eugeniusza Kwiatkowskiego
- Park im. Wincentego Muchy
- Park „Sośnina”

## Kultura

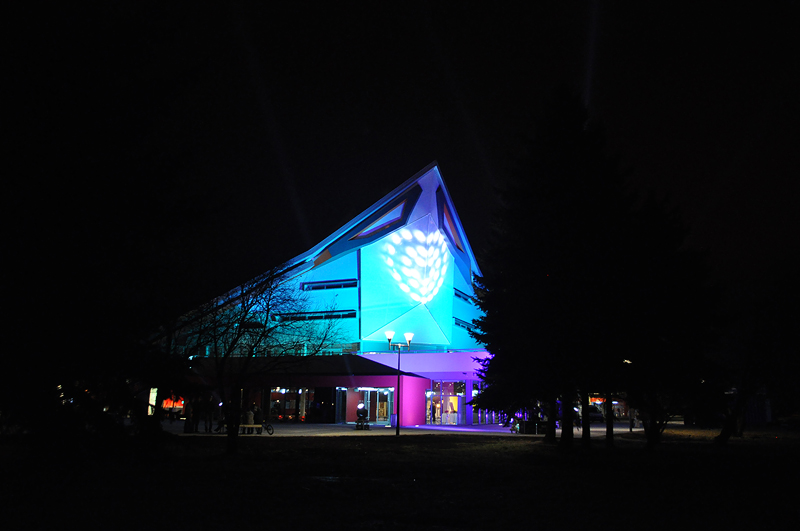
Centrum Sztuki Mościce

- Centrum Sztuki Mościce – do listopada 2010 Mościckie Centrum Kultury, a uprzednio Mościcka Fundacja Kultury i Dom Kultury Zakładów Azotowych w Tarnowie.
- Kino „Millenium”, część Centrum Sztuki Mościce
- Miejska Biblioteka Publiczna – Filia nr 8 (biblioteka, czytelnia i telecentrum) – w budynku Centrum Sztuki Mościce
- Zespół Pieśni i Tańca „Świerczkowiacy” założony w 1963 r. (kapela zespołu w 1959 r.)[39] z siedzibą w Centrum Sztuki Mościce

- Towarzystwo Przyjaciół Mościc – prezes Andrzej Wróżek[40]

## Sport

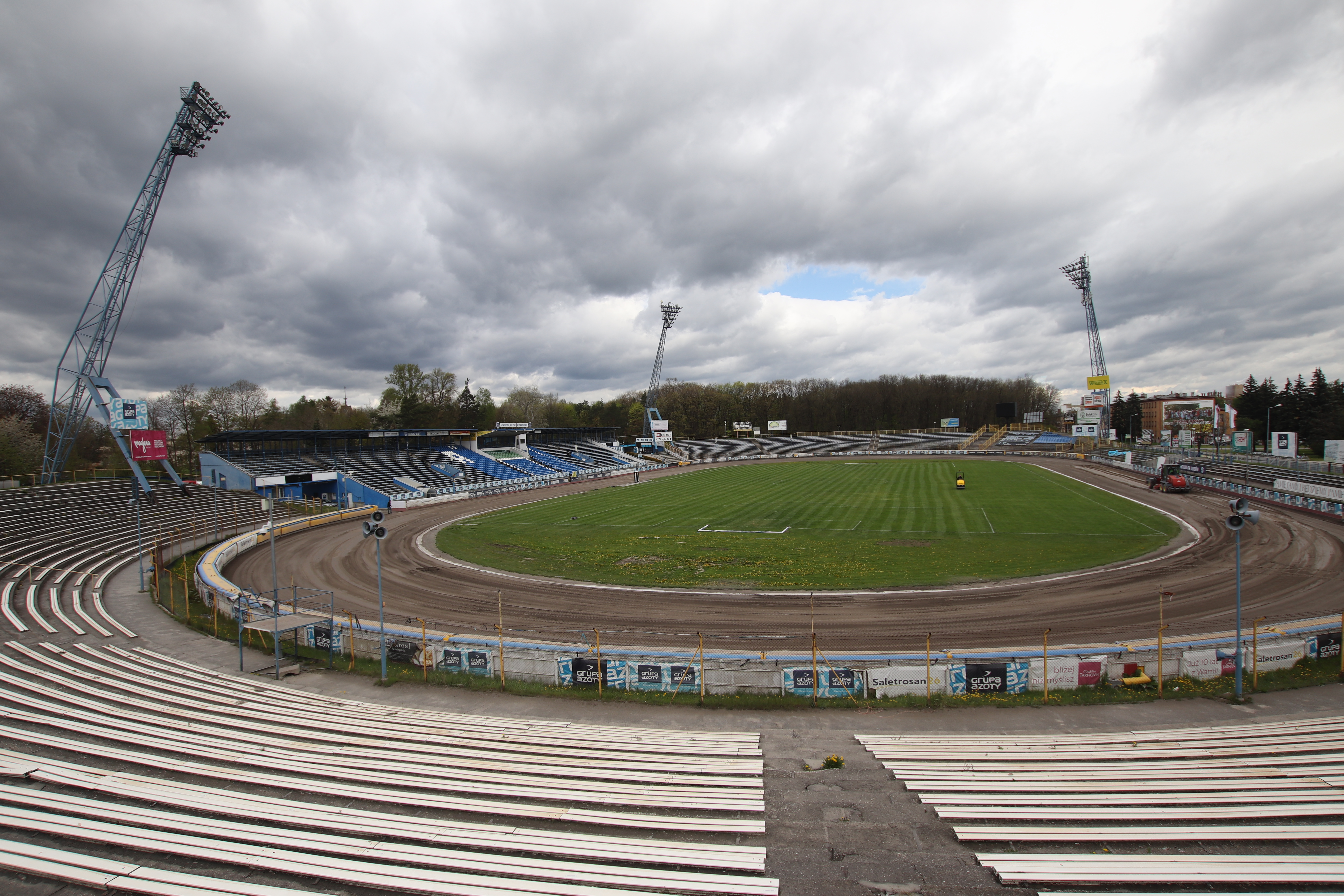
Stadion Miejski Jaskółcze Gniazdo

### Kluby sportowe
- KS ZKS Unia Tarnów
- Unia Tarnów ŻSSA
- Mościcki Klub Balonowy
- Tarnowski Yacht Club „Azoty”

### Obiekty sportowe
- Stadion Miejski (tor żużlowy i boisko do piłki nożnej)[41]
- Miejski Dom Sportu
  - pływalnia kryta 25 × 10 m[42]
  - hala sportowa[43]
- Arena Jaskółka Tarnów (hala widowiskowo-sportowa)[44]
- Korty tenisowe – ul. Traugutta[45]
- Kort tenisowy – ul. Zaciszna
- Kort tenisowy – Zbylitowska Góra

### Sukcesy sportowe
- Indywidualny Mistrz Polski (żużel) – Zygmunt Pytko (1967), Janusz Kołodziej (2005, 2010, 2013), Tomasz Gollob (2006), Rune Holta (2007)
- Drużynowy Mistrz Polski (żużel) – w roku 2004, 2005 i 2012
- Trzy pierwsze miejsca na zawodach Indywidualnego Mistrza Polski (żużel) – 2005

## Religia

### Parafie rzymskokatolickie
- Parafia NMP Królowej Polski
- Parafia św. Stanisława Kostki

### Klasztory
- Klasztor Sióstr Sacré Coeur w Zbylitowskiej Górze (od 1960 w Tarnowie)

## Opieka zdrowotna i społeczna
- Miejska Przychodnia Lekarska nr 1
- Mościckie Centrum Medyczne
- Dom Opieki Społecznej

## Hotelarstwo i gastronomia

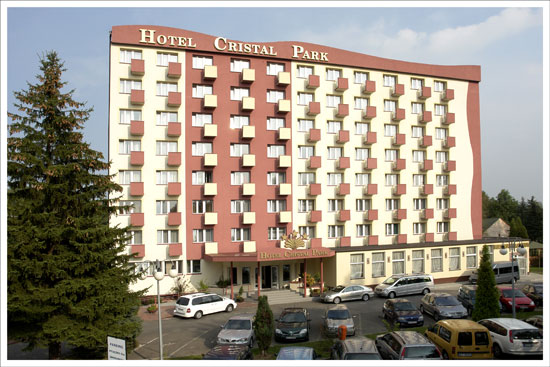
„Hotel Cristal Park***” (pierwotnie – „Chemik”)

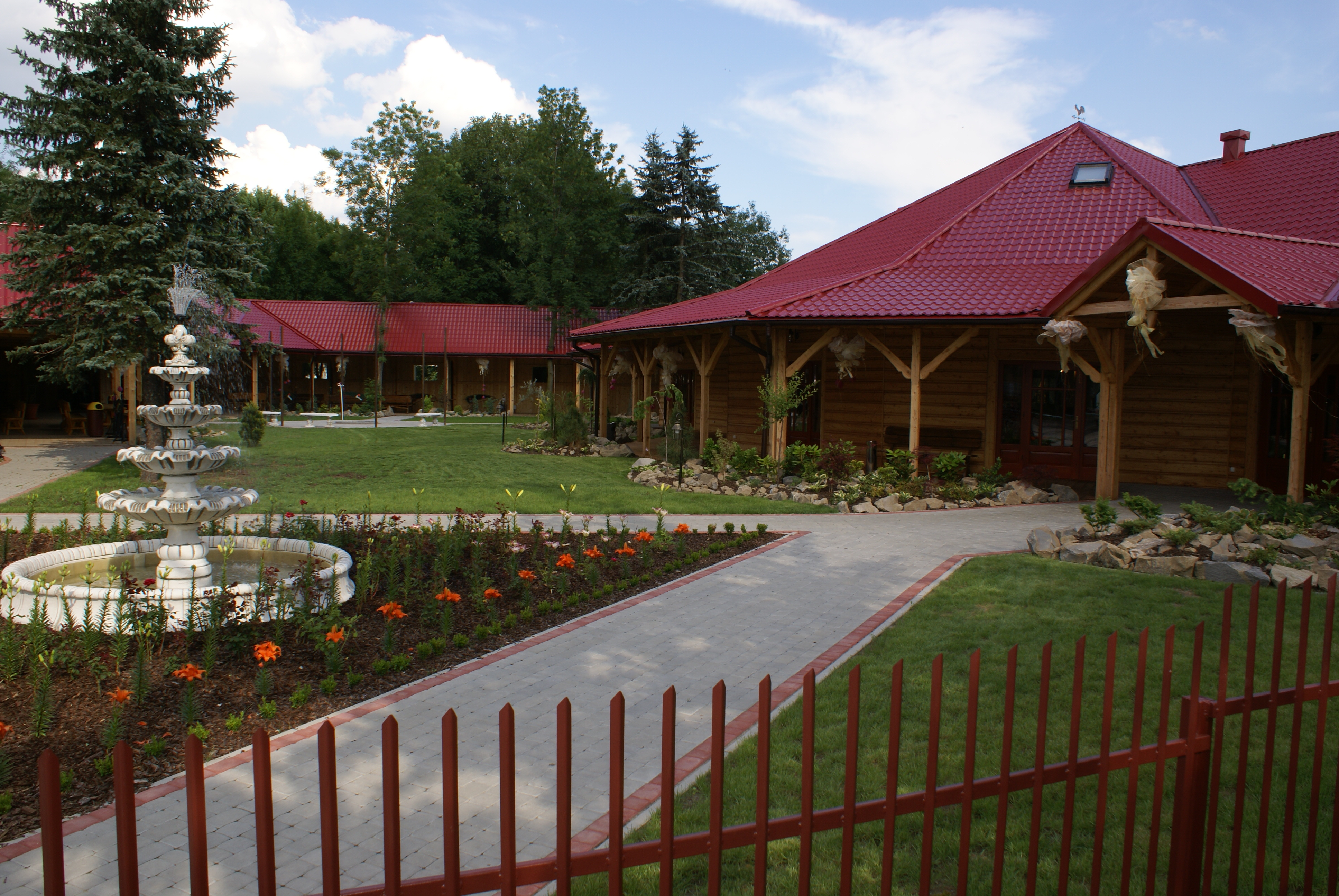
Dworek Modrzewiowy

- „Hotel Cristal Park” (dawniej Hotel „Chemik”) – hotel, restauracja, kawiarnia, Dworek Modrzewiowy
- Zajazd „Pod Różami” – ul. Chemiczna
- Restauracja „Kasyno”
- Pizzeria „Rotunda”
- Pizzeria „Verona”

## Obiekty handlowe
- Dom handlowy Sezam
- Supermarkety:

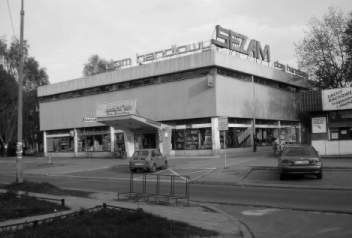
Dom Handlowy „Sezam”

  - Delikatesy Centrum (przy ulicy Czerwonej)
  - Biedronka (2 supermarkety)
  - Dąbrówka (TSS Społem)
  - SPAR dawniej Kombinacik
  - Żabka (dawniej Jaskółka)
  - Rossmann (dawniej Jaskółka)
  - Groszek
  - Delikatesy Bajpix
  - Intermarché
  - Lidl
- Plac targowy przy ul. Akacjowej
- Apteki:
  - ul. Eugeniusza Kwiatkowskiego
  - ul. Czerwonych Klonów
  - ul. Akacjowa

## Inne obiekty użyteczności publicznej
- Komenda Miejska Policji
- Komisariat Policji Tarnów-Zachód
- Zakład Karny Tarnów-Mościce
- Urząd Dozoru Technicznego
- Archiwum Państwowe
- Jednostka Ratownictwa Chemicznego

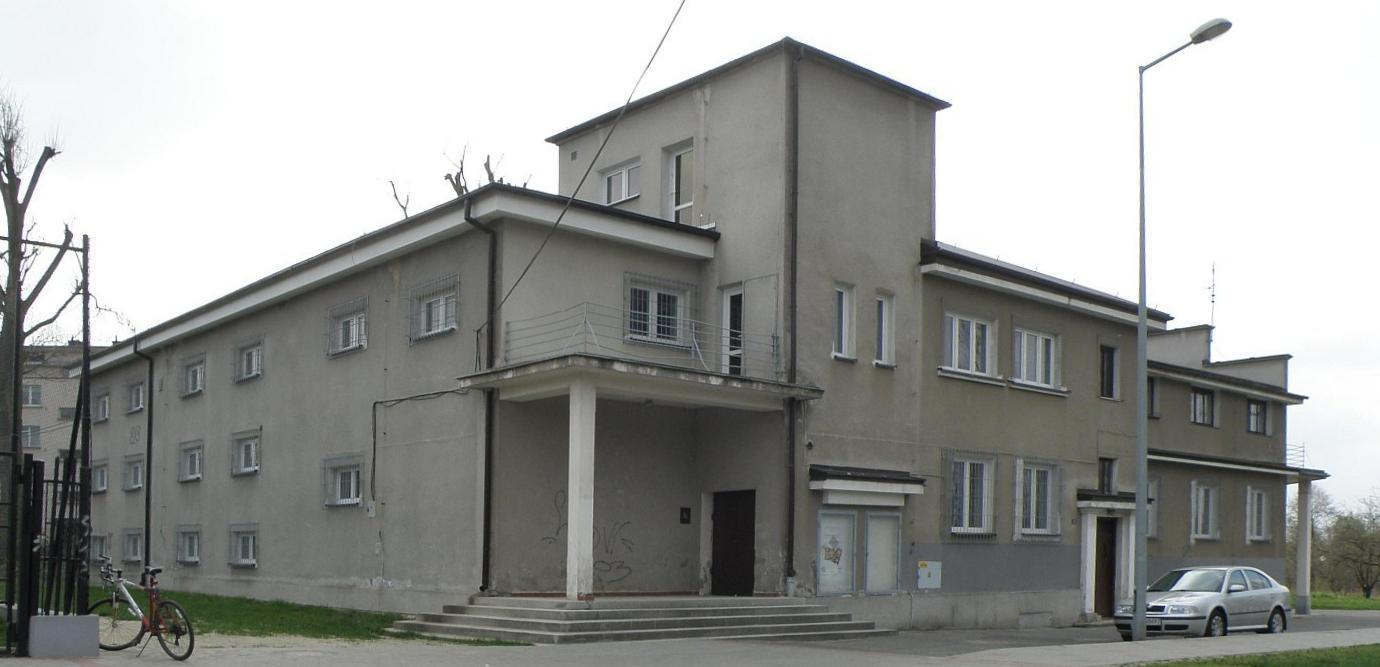
Pierwotnie kasyno inżynierskie, następnie kino Azot, wreszcie siedziba Archiwum Państwowego

- Jednostka Straży Pożarnej przy Zakładach Azotowych
- Ośrodek Interwencji Kryzysowej
- Cmentarz Komunalny w Mościcach
- Dom Działkowca „Jaskółka”
- most nad Dunajcem koło Tarnowa

## Osoby związane z Mościcami[46]

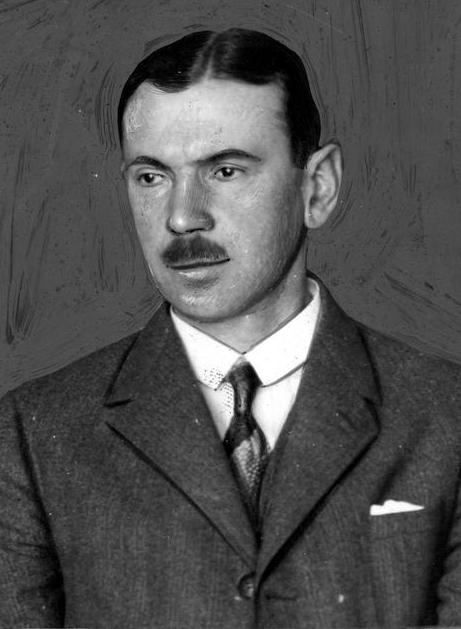
Romuald Wowkonowicz, pierwszy dyrektor techniczny PFZA w Mościcach

- Romuald Wowkonowicz – dyrektor techniczny Państwowej Fabryki Związków Azotowych
- Stanisław Kubiński – naczelnik gminy Moście w latach 1932-1939
- Eugeniusz Kwiatkowski – menedżer i polityk, dyrektor Państwowej Fabryki Związków Azotowych
- Ignacy Mościcki – prezydent II Rzeczypospolitej Polskiej
- Stanisław Opałko – dyrektor Zakładów Azotowych w latach 1958–1978
- ks. Stanisław Indyk – proboszcz i budowniczy kościoła w Mościcach
- ks. Jan Rec – wieloletni proboszcz parafii w Mościcach
- ks. Michał Heller – profesor filozofii Uniwersytetu Papieskiego Jana Pawła II w Krakowie, teolog, fizyk, kosmolog. Laureat Nagrody Templetona[47], Honorowy Obywatel Tarnowa
- Paweł Huelle – literat, autor m.in. książki „Mercedes-Benz. Z listów do Hrabala”, w której wykorzystuje wątki biograficzne z życia swojego dziadka Karola, inżyniera PFZA
- Zygmunt Pytko – żużlowiec, indywidualny mistrz Polski
- Janusz Kołodziej – żużlowiec, drużynowy mistrz świata
- Tony Rickardsson – żużlowiec, wielokrotny mistrz świata, honorowy obywatel Tarnowa
- Łukasz Kwiatkowski – koszykarz
- Mieczysław Bień – były prezydent miasta Tarnowa
- Wilhelm Sasnal – artysta plastyk
- Ryszard Ścigała – były prezydent miasta Tarnowa, były dyrektor Zakładów Azotowych[48]